# Xavier Koller
Xavier Koller est un réalisateur et scénariste suisse. Il est né le 17 juin 1944 à Ibach dans le canton de Schwytz, en Suisse allemande.

## Biographie
Après son baccalauréat, il fait quatre ans d'études techniques pour devenir outilleur-mouliste, puis suit une formation de trois ans à l’académie de théâtre de Zurich, en Suisse, à l'issue de laquelle il obtient un diplôme d'acteur et de directeur.
Il emploie les années suivantes à jouer la comédie et à diriger dans des théâtres allemands et suisses. Il se produit dans quelques téléfilms sociaux, réalise des spots publicitaires, joue dans des films puis se met à écrire et à réaliser des longs métrages.
Depuis 1991, Xavier Koller vit et travaille à Los Angeles.
Les archives de Xavier Koller sont conservées à la Cinémathèque suisse.

## Filmographie
- 1970 : Fanø Hill (moyen métrage de 52')
- 1971 : Salto mortale (it) (série télévisée)
- 1972 : Hannibal
- 1978 : Trilogie 1848 - Der Galgensteiger (TV)
- 1979 : Das Gefrorene Herz
- 1985 : Tanner l'Irréductible (Der Schwarze Tanner)
- 1990 : Voyage vers l'espoir (Reise der Hoffnung)
- 1994 : Squanto (Squanto: A Warrior's Tale)
- 2000 : Gripsholm
- 2001 : Ring of Fire (de) ou Cowboy Up
- 2002 : Highway (de) (court métrage de 12')
- 2006 : Havarie (de) (TV)
- 2012 : Eine wen iig, dr Dällebach Kari
- 2012 : Sunner Night, Winter Moon
- 2013 : Les Frères noirs (de) (Die schwarzen Brüder), adapté du roman Les Frères noirs (1941)
- 2015 : Une cloche pour Ursli (Schellen-Ursli)

## Récompenses et distinctions
- 1986 : Au Festival de Montréal, il a remporté le FIPRESCI Prize pour Der Schwarze Tanner ;
- 1990 : Oscar du meilleur film en langue étrangère pour  Reise der Hoffnung (Journey of Hope) ;
- 1990 : Au Festival de Locarno, il a été nommé au Léopard d'or pour Reise der Hoffnung, mais a remporté le Léopard de Bronze ;
- 2001 : Au Festival National de Suisse, il a gagné le prix du meilleur film pour Gripsholm ;
- 2001 : Au Festival Heartland, il a gagné le prix de crystal pour Cowboy Up.